# Pleurocollybia brunescens
Pleurocollybia brunescens är en svampart som först beskrevs av Franklin Sumner Earle, och fick sitt nu gällande namn av Rolf Singer 1973. Pleurocollybia brunescens ingår i släktet Pleurocollybia och familjen Tricholomataceae.   Inga underarter finns listade i Catalogue of Life.